# 二間瀬敏史
二間瀬 敏史（ふたませ としふみ、1953年1月2日 – ）は、日本の物理学者。専門は宇宙物理学。学位は、Ph.D.（1981年イギリス、ユニバーシティ・カレッジ・カーディフ）。東北大学名誉教授。京都産業大学教授。北海道札幌市出身。
京都大学大学院では松田卓也に師事したが、相対性理論の研究を反対されながらも押し通したのでそのまま博士課程には進めず、B・F・シュッツの下へ留学して博士号を取得する。著書に相対論・宇宙論関連が多く『なっとくする宇宙論』などがある。

## 略歴
京都大学理学部物理学科を1977年に卒えると同学大学院へ進み、京都大学大学院工学研究科航空宇宙工学を専攻、1979年に修士課程を修め工学修士号を得て退学する。同年9月より、1981年9月までユニバーシティ・カレッジ・カーディフ（現・ウェールズ大学カーディフ校）に転じて博士課程で学ぶ（Department of Applied Mathematics and Astronomy, Ph.D course）。マックス・プランク研究所（1982年、ドイツ）の研究員から任期付助手（博士研究員＝Postdoctoral Research Assistant）としてカーディフの母校（1983年–）とセントルイス・ワシントン大学 (Department of Physics) に奉職（1985年–）。
帰国すると弘前大学理学部で1988年1月から助手、同年4月に助教授に、1991年2月に同学教授に昇進した。東北大学では1995年4月から大学院理学研究科の教授を定年退官まで務めて2016年3月に勇退した。同年4月より、京都産業大学理学部宇宙物理・気象学科で教授として研究を続ける。

## 受賞
- 1998年：フィリップ・フランツ・フォン・ジーボルト賞[2]

## 科学研究費助成事業
研究代表を務めた科学研究費助成事業をあげる。
- 1997年「統計的重力レンズ効果による宇宙定数の検証と宇宙年齢に対する宇宙の非様性の効果」補助金基盤研究（C）（2）研究成果報告書、NCID BB11024599[8]
- 1997年度–1999年度「銀河団による新しい重力レンズ現象とそれを用いた宇宙定数の測定」2000年、補助金基盤研究（C）（2）研究成果報告書（平成9年度–11年度）NCID BB03907416[10][11]。
- 2003年度–2005年度「重力レンズによる暗黒エネルギーの状態方程式と暗黒物質分布の研究」2006年、補助金基盤研究（C）研究成果報告書（平成15年度–平成17年度）NCID BB10925087[12]

## 主な著作

### 論文
- Morishima, Takahiro; Futamase, Toshifumi; Shimizu, Hirohiko M. (2004). “Hamiltonian of a free neutron in curved spacetime on the Earth.” (英語). Nuclear Instruments & Methods in Physics Research Section A 529 (1-3):  187-189. ISSN 0168-9002.
- Futamase, Toshifumi; Itoh, Yousuke (2007). “The Post-Newtonian Approximation for Relativistic Compact Binaries.” (英語). Living Reviews in Relativity 10 (4):  1-81. ISSN 1433-8351.
- Matsumoto, Akiko; Futamase, Toshifumi (2008). “Validity of strong lensing statistics for constraints on the galaxy evolution model.” (英語). Monthly Notices of the Royal Astronomical Society 384 (2):  843-848. ISSN 0035-8711.
- Akiko Matsumoto; Toshifumi Futamase (21 February 2008). “Validity of strong lensing statistics for constraints on the galaxy evolution model” (英語). Monthly Notices of the Royal Astronomical Society 384 (2):  843–848. doi:10.1111/j.1365-2966.2007.12769.x.
- 「The Japanese space gravitational wave antenna: DECIGO」『Journal of Physics: Conference Series』第120巻第3号、2008年、OCLC 697752013、2025年3月20日閲覧。
- The Japanese space gravitational wave antenna: DECIGO. 122. (2008). OCLC 697751967 2025年3月20日閲覧。.
- Lefor, Alan T. (2013). “A systematic review of strong gravitational lens modeling software.” (英語). New Astronomy Reviews 57 (1/2):  1-13. ISSN 1387-6473.
- (英語) Universal profiles of the intracluster medium from Suzaku X-ray and Subaru weak-lensing observations.},. 66. (2014). pp. 1-14.
- Futamase, Toshifumi (2015). “Gravitational lensing in cosmology.” (英語). Int. J. Mod. Phys. D 24 (5):  52. Zbl 1314.83002. "Article ID 1530011"
- Okura, Yuki; Futamase, Toshifumi (2018). “Analytical noise bias correction for weak lensing shear analysis with ERA.},” (英語). Monthly Notices of the Royal Astronomical Society}, 479 (4):  4971-4983. ISSN 0035-8711.
- Jaelani, Anton T; More, Anupreeta; Oguri, Masamune; Sonnenfeld, Alessandro; Suyu, Sherry H; Rusu, Cristian E; Wong, Kenneth C; Chan, James H H; Kayo, Issha; Lee, Chien-Hsiu; Chao, Dani C-Y; Chao, Dani C-Y; Coupon, Jean; Inoue, Kaiki T; Futamase, Toshifumi (2020). “Survey of Gravitationally lensed Objects in HSC Imaging (SuGOHI) – V. Group-to-cluster scale lens search from the HSC–SSP Survey”. Monthly Notices of the Royal Astronomical Society (英語). 495 (1): 1291–1310. arXiv:2002.01611. doi:10.1093/mnras/staa1062. ISSN 0035-8711.

和文
- 安東 正樹; 新井 宏二; 麻生 洋一; Beyersdorf, Peter; 端山 和大; 二間瀬 敏史; 羽室 友策; 香月 麻由 (2015-03-26) (英語). Observation Results by the TAMA300 Detector on Gravitational Wave Bursts from Stellar-Core Collapses. Kawamura, Mari ; 川添 史子. American Physical Society. OCLC 922316594.著者人数: 116名

### 単著
発行年順。小項目は増補、改版改題など。
- 『だから宇宙は面白い』（平凡社、1993年）
  - 『ここまでわかった宇宙の謎 : 宇宙望遠鏡がのぞいた深宇宙』（講談社〈講談社+α新書〉、1999年）第17刷（2002年）の追記に加筆の記述あり、『だから宇宙は面白い』（平凡社1993刊年）の増補
- 『もっとわかる時間のこと : アインシュタイン・ホーキングの時間論からタイムマシンの可能性まで』（日本実業出版社、1993年）NDLJP:13627857
- 『宇宙論』（ナツメ社〈図解雑学〉1998年）ナツメ出版企画 制作（1999年発行の記述）
  - 『宇宙論』改訂新版（ナツメ社〈図解雑学〉、2004年）第2版（図解雑学 : 絵と文章でわかりやすい!）。1998年発行〈図解雑学〉「宇宙論」に加筆・訂正。
- 『天文学』（ナツメ社〈図解雑学〉、1998年）
- 『なっとくする宇宙論』（講談社、1998年）初刷はシリーズ名記載なしNDLJP:3000028233。2005年第5刷より〈なっとくシリーズ〉NCID BA35632376。
- 『重力と一般相対性理論』（ナツメ社〈図解雑学〉、1999年）ISBN 4816327444
- 『素粒子』（ナツメ社〈図解雑学〉、2000年）ナツメ出版企画 製作
- 『時間論』（ナツメ社〈図解雑学〉、2001年）
- 『宇宙137億年の謎』（ナツメ社〈図解雑学〉、2003年）
- 『七転八倒アインシュタイン : 甦る天才の予言』（大和書房、2006年）
- 『巨大望遠鏡で探る宇宙』（ナツメ社〈図解雑学〉、2006年）
- 『タイムマシン論 : 最先端物理学によるタイムトラベル入門』（秀和システム、2006年）
- 『どうして時間は「流れる」のか』（PHP研究所〈PHP新書, 777〉、2012年）ナツメ社2001年『時間論』（図解雑学）を再構成、書き下し原稿を加えた
- 『ブラックホールに近づいたらどうなるか？』（さくら舎、2014年）
- 『宇宙人に、いつ、どこで会えるか？ : 地球外生命体との遭遇』（さくら舎、2017年）
- 『ブラックホール : 宇宙最大の謎はどこまで解明されたか』（中央公論新社、2022年）

### 共著
発行年順。
- 松田卓也『ビッグバンからブラックホールへ』（岩波書店〈星の世界をたずねる5〉、1984年）
- 松田卓也『時間の逆流する世界 : 時間・空間と宇宙の秘密』（丸善〈FRONTIER SCIENCE SERIES〉、1987年）
- 松田卓也『時間の本質をさぐる : 宇宙論的展開』（講談社〈講談社現代新書1005〉、1990年）
- 松田卓也『なっとくする相対性理論』（講談社、1996年）
- 村上龍、川村浩、高橋源一郎『時の本 : a passport to time travel』（光琳社出版、1998年）
- 松田卓也『電磁波』（ナツメ社〈図解雑学〉、1999年）
- 夏目誠『よくわかる量子力学』（ナツメ社〈図解雑学〉、1999年）
- 山田享『こんなに面白い大宇宙のカラクリ : 「すばる」でのぞいた137億年の歴史』（講談社〈講談社プラスアルファ文庫〉、2003年）
- 中村士『宇宙像の変遷と科学』（放送大学教育振興会（日本放送出版協会）、2004年）
- 綿村哲『解析力学と相対論』（朝倉書店〈現代物理学基礎シリーズ2〉、2010年)

洋書
- Asada, Hideki; Futamase, Toshifumi; Hogan, Peter A. (2011). Equations of motion in general relativity. New York: Oxford university press. ISBN 978-0-19-958410-9

### 訳書
- ジェームズ・ピーブルス『ピーブルス先生の量子力学』（丸善出版、2022年）原著 Peebles, P. J. E. (Phillip James Edwin)（Princeton University Press、1992年頃）の翻訳

共訳
- P・C・W・ディヴィス（英語版、ドイツ語版）『ブラックホールと宇宙の崩壊』松田卓也 共訳（岩波書店〈岩波現代選書NS 535〉、1983年）Davies, Paul Charles William
- クリフォード・M・ウィル（英語版、ドイツ語版）『アインシュタインは正しかったか』松田卓也 共訳（TBSブリタニカ、1989年）NDLJP:13612437
- A・ズィー（英語版）『アインシュタインのおもちゃ : 重力と宇宙の不思議の旅』松田卓也 共訳（TBSブリタニカ、1992年）NDLJP:13612489
- B・F・シュッツ『物理学における幾何学的方法』家正則、観山正見 共訳（吉岡書店、1987年）NDLJP:12592279
- B・F・シュッツ『相対論入門』江里口良治 共訳（丸善、1988年）
  - 上『特殊相対論』NDLJP:13612317
  - 下『一般相対論』NDLJP:13612436

監訳
- ウォルター・アイザックソン『アインシュタイン : その生涯と宇宙』関宗蔵、松田卓也、松浦俊輔 訳（武田ランダムハウスジャパン、2011年）原著（Simon & Schster、2007年頃）の翻訳[13]
  - 上、1879年から1919年まで。
  - 下、1920年から1955年まで（第2刷修正版[14][18]）